# Verwaltungsgemeinschaft Lohr am Main
In der Verwaltungsgemeinschaft Lohr am Main (amtlich: Lohr a.Main) im unterfränkischen Landkreis Main-Spessart haben sich folgende Gemeinden zur Erledigung ihrer Verwaltungsgeschäfte zusammengeschlossen:
1. Neuendorf, 817 Einwohner, 9,64 km²
2. Neustadt a. Main, 1254 Einwohner, 19,81 km²
3. Rechtenbach, 1024 Einwohner, 7,28 km²
4. Steinfeld, 2137 Einwohner, 33,69 km²

Sitz, aber nicht Mitglied der Verwaltungsgemeinschaft ist Lohr am Main.